# Third Division 1993-1994
La Football League Third Division 1993-1994, conosciuta anche con il nome di Endsleigh Third Division per motivi di sponsorizzazione, è stato il 36º campionato inglese di calcio di quarta divisione, nonché il 2º con la denominazione di Third Division. 
La stagione regolare ha avuto inizio il 14 agosto 1993 e si è conclusa il 7 maggio 1994, mentre i play off si sono svolti tra il 15 ed il 28 maggio 1994. Ad aggiudicarsi il titolo è stato lo Shrewsbury Town, al primo successo nella competizione. Le altre tre promozioni in Football League Second Division sono state invece conseguite dal Chester City (2º classificato), dal Crewe Alexandra (3º classificato) e dal neopromosso Wycombe Wanderers (vincitore dei play off).
Capocannoniere del torneo è stato Tony Ellis (Preston North End) con 26 reti.

## Stagione

### Novità
Al termine della stagione precedente, insieme ai campioni di lega del Cardiff City, salirono direttamente in Second Division anche: il Wrexham (2º classificato) ed il Barnet (3º classificato). Mentre lo York City che giunse al 4º posto, ottenne la promozione attraverso i play-off. L'Halifax Town, ultimo classificato, non riuscì invece a mantenere la categoria e dopo sessantadue anni di militanza nella Football League, scese in Conference League.
Queste cinque squadre furono rimpiazzate dalla quattro retrocesse dalla Football League Second Division: Preston North End (relegato nuovamente nel quarto livello del calcio inglese a sette anni di distanza dalla sua ultima partecipazione), Mansfield Town, Wigan Athletic (sceso in quarta divisione dopo dodici anni di assenza) e Chester City e dalla neopromossa proveniente dalla Conference League: Wycombe Wanderers (al debutto in Football League).

### Formula
Le prime tre classificate venivano promosse direttamente in Football League Second Division, insieme alla vincente dei play off a cui partecipavano le squadre giunte dal 4º al 7º posto. Mentre l'ultima classificata retrocedeva in Conference League.

## Squadre partecipanti
| Squadra           | Città        | Stadio              | Stagione precedente                                      |
| ----------------- | ------------ | ------------------- | -------------------------------------------------------- |
| Bury              | Bury         | Gigg Lane           | 7º posto in Football League Third Division               |
| Carlisle United   | Carlisle     | Brunton Park        | 18º posto in Football League Third Division              |
| Chester City      | Chester      | Deva Stadium        | 24º posto in Football League Second Division, retrocesso |
| Chesterfield      | Chesterfield | Saltergate          | 12º posto in Football League Third Division              |
| Colchester United | Colchester   | Layer Road          | 7º posto in Football League Third Division               |
| Crewe Alexandra   | Crewe        | Gresty Road         | 6º posto in Football League Third Division               |
| Darlington        | Darlington   | Feethams Ground     | 15º posto in Football League Third Division              |
| Doncaster Rovers  | Doncaster    | Belle Vue           | 16º posto in Football League Third Division              |
| Gillingham        | Gillingham   | Priestfield Stadium | 21º posto in Football League Third Division              |
| Hereford United   | Hereford     | Edgar Street        | 17º posto in Football League Third Division              |
| Lincoln City      | Lincoln      | Sincil Bank         | 8º posto in Football League Third Division               |
| Mansfield Town    | Mansfield    | Field Mill          | 22º posto in Football League Second Division, retrocesso |
| Northampton Town  | Northampton  | County Ground       | 20º posto in Football League Third Division              |
| Preston North End | Preston      | Deepdale            | 21º posto in Football League Second Division, retrocesso |
| Rochdale          | Rochdale     | Spotland Stadium    | 11º posto in Football League Third Division              |
| Scarborough       | Scarborough  | Seamer Road         | 13º posto in Football League Third Division              |
| Scunthorpe United | Scunthorpe   | Glanford Park       | 14º posto in Football League Third Division              |
| Shrewsbury Town   | Shrewsbury   | Gay Meadow          | 9º posto in Football League Third Division               |
| Torquay United    | Torquay      | Plainmoor           | 19º posto in Football League Third Division              |
| Walsall           | Walsall      | Bescot Stadium      | 5º posto in Football League Third Division               |
| Wigan Athletic    | Wigan        | Springfield Park    | 23º posto in Football League Second Division, retrocesso |
| Wycombe Wanderers | High Wycombe | Adams Park          | 1º posto in Conference League, promosso                  |

## Classifica finale
|  | Pos. | Squadra          | Pt | G  | V  | N  | P  | GF | GS | DR  |
|  | ---- | ---------------- | -- | -- | -- | -- | -- | -- | -- | --- |
|  | 1    | Shrewsbury Town  | 79 | 42 | 22 | 13 | 7  | 63 | 39 | +24 |
|  | 2    | Chester City     | 74 | 42 | 21 | 11 | 10 | 69 | 46 | +23 |
|  | 3    | Crewe Alexandra  | 73 | 42 | 21 | 10 | 11 | 80 | 61 | +19 |
|  | 4    | Wycombe          | 70 | 42 | 19 | 13 | 10 | 67 | 53 | +14 |
|  | 5    | Preston N.E.     | 67 | 42 | 18 | 13 | 11 | 79 | 60 | +19 |
|  | 6    | Torquay Utd      | 67 | 42 | 17 | 16 | 9  | 64 | 56 | +8  |
|  | 7    | Carlisle Utd     | 64 | 42 | 18 | 10 | 14 | 57 | 42 | +15 |
|  | 8    | Chesterfield     | 62 | 42 | 16 | 14 | 12 | 55 | 48 | +7  |
|  | 9    | Rochdale         | 60 | 42 | 16 | 12 | 14 | 63 | 51 | +8  |
|  | 10   | Walsall          | 60 | 42 | 17 | 9  | 16 | 48 | 53 | -5  |
|  | 11   | Scunthorpe Utd   | 59 | 42 | 15 | 14 | 13 | 64 | 56 | +8  |
|  | 12   | Mansfield Town   | 55 | 42 | 15 | 10 | 17 | 53 | 62 | -9  |
|  | 13   | Bury             | 53 | 42 | 14 | 11 | 17 | 55 | 56 | -1  |
|  | 14   | Scarborough      | 53 | 42 | 15 | 8  | 19 | 55 | 61 | -6  |
|  | 15   | Doncaster        | 52 | 42 | 14 | 10 | 18 | 44 | 57 | -13 |
|  | 16   | Gillingham       | 51 | 42 | 12 | 15 | 15 | 44 | 51 | -7  |
|  | 17   | Colchester Utd   | 49 | 42 | 13 | 10 | 19 | 56 | 71 | -15 |
|  | 18   | Lincoln City     | 47 | 42 | 12 | 11 | 19 | 52 | 63 | -11 |
|  | 19   | Wigan            | 45 | 42 | 11 | 12 | 19 | 51 | 70 | -19 |
|  | 20   | Hereford Utd     | 42 | 42 | 12 | 6  | 24 | 60 | 79 | -19 |
|  | 21   | Darlington       | 41 | 42 | 10 | 11 | 21 | 42 | 64 | -22 |
|  | 22   | Northampton Town | 38 | 42 | 9  | 11 | 22 | 44 | 66 | -22 |

Legenda:
      Promosso in Football League Second Division 1994-1995 .
  Ammesso ai play-off.
      Retrocesso in Conference League 1994-1995.
Regolamento:
Tre punti a vittoria, uno a pareggio, zero a sconfitta.
In caso di arrivo di due o più squadre a pari punti, la graduatoria verrà stilata secondo i seguenti criteri:
- maggior numero di gol segnati
- differenza reti

Note:

Il Northampton Town è stato poi riammesso in Third Division 1994-1995.

## Spareggi

### Play-off

#### Tabellone
|  | Semifinali | Semifinali   | Semifinali | Semifinali | Semifinali |  |  | Finale       | Finale       | Finale |  |
|  |            |              |            |            |            |  |  |              |              |        |  |
|  | 7          | Carlisle Utd | 0          | 1          | 1          |  |  |              |              |        |  |
|  | 4          | Wycombe      | 2          | 2          | 4          |  |  | Wycombe      | Wycombe      | 4      |  |
|  | 6          | Torquay Utd  | 2          | 1          | 3          |  |  | Preston N.E. | Preston N.E. | 2      |  |
|  | 5          | Preston N.E. | 0          | 4          | 4          |  |  |              |              |        |  |

#### Semifinali
|                   | Risultati |                   | Luogo e data                 |
| ----------------- | --------- | ----------------- | ---------------------------- |
| Carlisle United   | 0-2       | Wycombe Wanderers | Carlisle, 15 maggio 1994     |
| Wycombe Wanderers | 2-1       | Carlisle United   | High Wycombe, 18 maggio 1994 |
|                   |           |                   |                              |
| Torquay United    | 2-0       | Preston North End | Torquay, 15 maggio 1994      |
| Preston North End | 4-1 (dts) | Torquay United    | Preston, 18 maggio 1994      |
|                   |           |                   |                              |

#### Finale
|                   | Risultati |                   | Luogo e data                             |
| ----------------- | --------- | ----------------- | ---------------------------------------- |
| Wycombe Wanderers | 4-2       | Preston North End | Londra (Wembley Stadium), 28 maggio 1994 |
|                   |           |                   |                                          |